# گریندون، استفوردشر
گریندون (به انگلیسی: Grindon) یک روستا و محله مدنی در بریتانیا است که در Staffordshire Moorlands واقع شده‌است. گریندون ۲۲۱ نفر جمعیت دارد.